# یواس‌اس همینگر (دی‌یی-۷۴۶)
یواس‌اس همینگر (دی‌یی-۷۴۶) (به انگلیسی: USS Hemminger (DE-746)) یک کشتی است که طول آن ۳۰۶ فوت (۹۳ متر) می‌باشد. این کشتی در سال ۱۹۴۳ ساخته شد.